# Instal·lació artística
|  | Per a altres significats, vegeu «Instal·lació constructiva». |

Una instal·lació artística és un gènere d'art contemporani on s'utilitza l'espai d'exposició per crear un ambient o una experiència global en la qual intervenen diversos sentits o el cos sencer de l'espectador. Sovint l'espectador pot transitar per l'obra o bé interaccionar amb alguns objectes o elements de tecnologia. La instal·lació supera els límits convencionals propis de les disciplines clàssiques, (pintura i escultura) i pot incorporar tot tipus d'elements, tècniques i mitjans tecnològics, pot incorporar la llum, mitjans informàtics, el so, video o internet. Normalment el terme es refereix a obres artístiques creades per espais interiors, públics o privats.

## Art urbà
L'art natura o l'art urbà es refereix a treballs creats generalment en espais exteriors, si bé aquests límits no són generalitzables. Precedents de la instal·lació són Kurt Schwitters amb els Merzbau, Marcel Duchamp i les exposicions surrealistes. Artistes tan diferents com Helio Oiticica, Bruce Nauman, Joseph Beuys, Daniel Buren, Wolf Vostell, Nam June Paik o Marcel Broodthaers són artistes que treballen en un o altre sentit la instal·lació. Cal considerar que a partir de la dècada del 1960 molts artistes influïts per la ruptura provocada pel minimalisme i la seva apropiació de l'espai d'exposició treballen a partir de llavors amb instal·lacions. Amb l'art conceptual es reafirma la posada en crisi de l'estatut de l'objecte i se cerca la desmaterialització. Algunes instal·lacions són creades per a llocs específics i en relació al lloc, fent impossible que es traslladin a un altre espai.

## Site-specific
Site-specific és una instal·lació o obra d'art creada per existir en un lloc determinat. En general, l'artista te en compte el lloc alhora de fer la planificació per a la creació de l'obra d'art. El terme real va ser promogut per l'artista californià Robert Irwin, però en realitat va ser utilitzat per primera vegada a mitjans de la dècada de 1970 pels escultors com Lloyd Hamrol que havia començat l'execució d'encàrrecs públics per als grans centres urbans. Entre les instal·lacions site-specific o in situ hi ha el web art, art natura, performance, instal·lació sonora, instal·lació urbana, videoinstal·lació i environment.

## Exemples
Alguns artistes que fan instal·lacions són: Marcel·lí Antúnez Roca, Joan Brossa, Chris Burden, Peter Campus, Jordi Colomer, Mario Berrino, Dan Flavin, Gary Hill, Barbara Kruger, Ana Mendieta, Antoni Muntadas, Eulàlia Valldosera, David Mach, Alexis Virginie Jimenez, Baudouin Oosterlynck i Wolf Vostell.

## Galeria

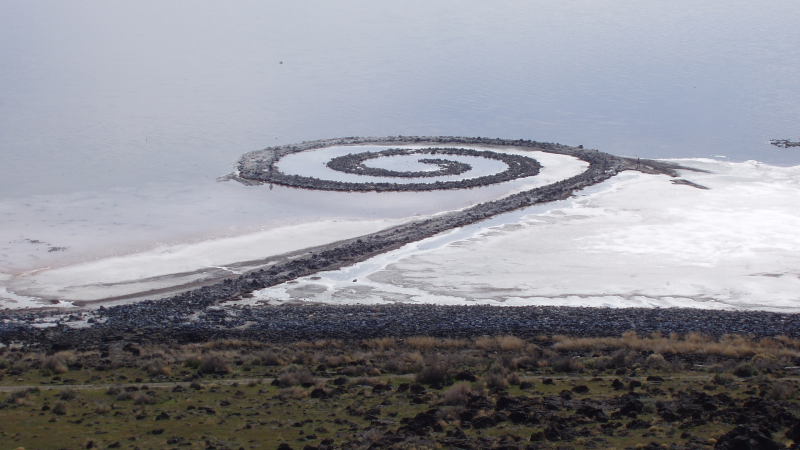
Spiral Jetty de Robert Smithson, des de dalt de Rozel Point (Utah), 2005
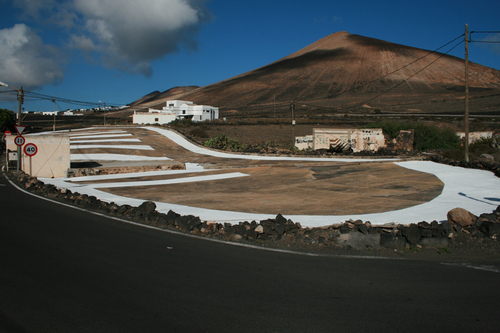
Concomitància XI d'Eberhard Bosslet, Barranco de Tegoyo, Tías, Lanzarote, 2008
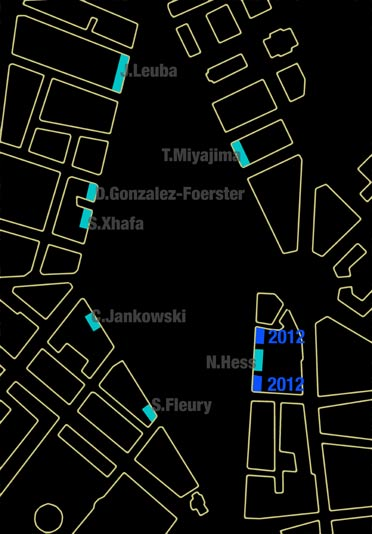
Localització de les obres lluminoses a la Plaine de Plainpalais (Ginebra) per al projecte Neons, 2010
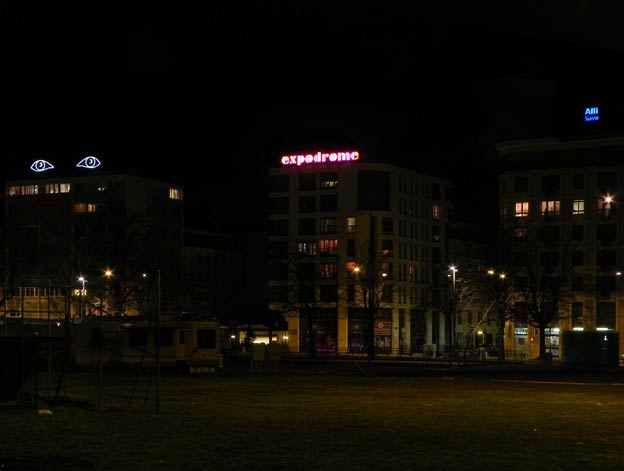
Axis of Silence de Sislej Xhafa i Expodrome de Dominique Gonzalez-Foerster, Ginebra, 2011
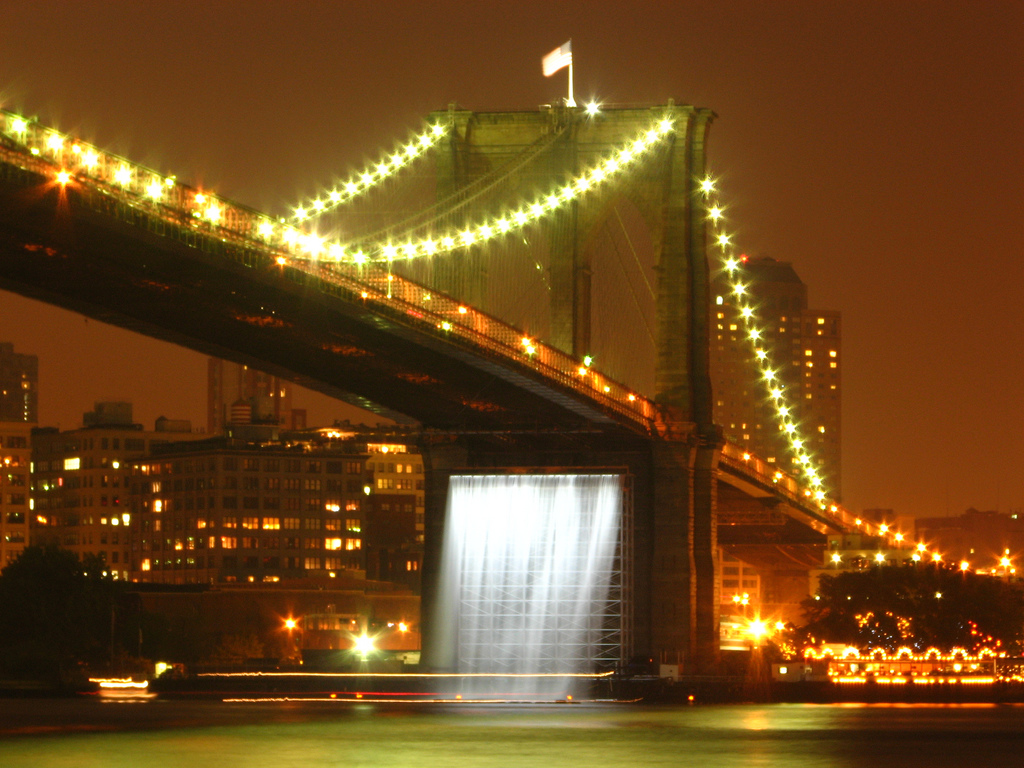
Waterfalls d'Olafur Eliasson sota el pont de Brooklyn, Nova York, 2008
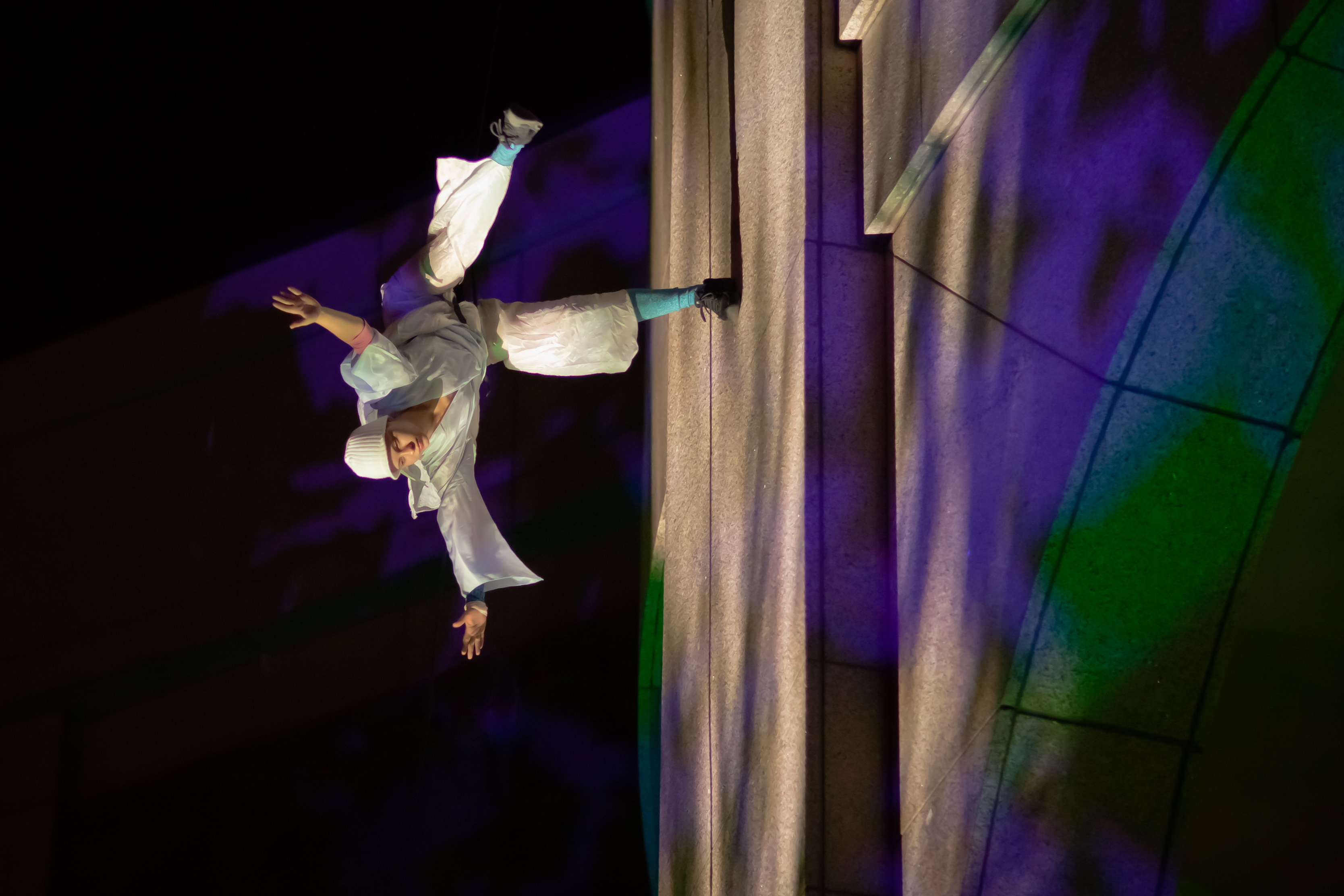
Actuació de la companyia de dansa Blue Lapis Light a la paret exterior del Bullock Texas State History Museum, Austin, 2010